# Lorentz-Raum
In der Analysis (Mathematik) sind Lorentz-Räume, die in den 1950er-Jahren von George G. Lorentz eingeführt wurden, Verallgemeinerungen der bekannteren {\displaystyle L^{p}}-Räume.
Die Lorentz-Räume werden mit {\displaystyle L^{p,q}} bezeichnet. Wie die {\displaystyle L^{p}}-Räume sind sie durch eine Norm (genauer eine Quasinorm) charakterisiert, die Informationen über die „Größe“ einer Funktion enthält – ähnlich wie die {\displaystyle L^{p}}-Norm. Zwei grundlegende qualitative Vorstellungen von „Größe“ einer Funktion sind: Wie hoch ist der Funktionsgraph und wie weit ist er ausgedehnt. Die Lorentz-Normen liefern eine feinere Kontrolle beider Eigenschaften als die {\displaystyle L^{p}}-Normen, indem sie das Maß sowohl im Wertebereich ({\displaystyle p}) als auch im Definitionsbereich ({\displaystyle q}) exponentiell umskalieren. Die Lorentz-Normen sind – ebenso wie die {\displaystyle L^{p}}-Normen – invariant unter beliebigen Umordnungen der Funktionswerte.

## Definition
Der Lorentz-Raum über einem Maßraum {\displaystyle (X,\mu )} besteht aus komplexwertigen messbaren Funktionen {\displaystyle f} auf X, für die folgende Quasinorm endlich ist
{\displaystyle \|f\|_{L^{p,q}(X,\mu )}=p^{\frac {1}{q}}\left\|t\mu \{|f|\geq t\}^{\frac {1}{p}}\right\|_{L^{q}\left(\mathbf {R} ^{+},{\frac {dt}{t}}\right)}}
wobei {\displaystyle 0<p<\infty } und {\displaystyle 0<q\leq \infty } gilt. Ist {\displaystyle q<\infty }, so
{\displaystyle \|f\|_{L^{p,q}(X,\mu )}=p^{\frac {1}{q}}\left(\int _{0}^{\infty }t^{q}\mu \left\{x:|f(x)|\geq t\right\}^{\frac {q}{p}}\,{\frac {dt}{t}}\right)^{\frac {1}{q}}=\left(\int _{0}^{\infty }{\bigl (}\tau \mu \left\{x:|f(x)|^{p}\geq \tau \right\}{\bigr )}^{\frac {q}{p}}\,{\frac {d\tau }{\tau }}\right)^{\frac {1}{q}}.}
Für {\displaystyle q=\infty } gilt
{\displaystyle \|f\|_{L^{p,\infty }(X,\mu )}^{p}=\sup _{t>0}\left(t^{p}\mu \left\{x:|f(x)|>t\right\}\right).}
Üblicherweise setzt man {\displaystyle L^{\infty ,\infty }(X,\mu )=L^{\infty }(X,\mu )}.

## Abnehmende Umordnungen
Die Quasinorm ist definitionsgemäß invariant unter Umordnungen der Funktionswerte von {\displaystyle f}. Für eine komplexwertige messbare Funktion {\displaystyle f} auf {\displaystyle (X,\mu )} definiert man die absteigende Umordnung {\displaystyle f^{\ast }\colon [0,\infty )\to [0,\infty ]} durch
{\displaystyle f^{\ast }(t)=\inf\{\alpha \in \mathbf {R} ^{+}:d_{f}(\alpha )\leq t\}}
wobei {\displaystyle d_{f}} die Verteilungsfunktion von {\displaystyle f} ist,
{\displaystyle d_{f}(\alpha )=\mu (\{x\in X:|f(x)|>\alpha \}).}
Dabei setzt man konventionsgemäß {\displaystyle \inf \varnothing =\infty }.
Die Funktionen {\displaystyle |f|} und {\displaystyle f^{\ast }} sind maßäquivalent, d. h.
{\displaystyle \lambda {\bigl (}\{x\in X:|f(x)|>\alpha \}{\bigr )}=\lambda {\bigl (}\{t>0:f^{\ast }(t)>\alpha \}{\bigr )},\quad \alpha >0,}
wobei {\displaystyle \lambda } das Lebesgue-Maß auf der reellen Achse ist. Die damit verwandte symmetrisch absteigende Umordnung ist ebenfalls maßäquivalent zu {\displaystyle f} und wird durch
{\displaystyle \mathbf {R} \ni t\mapsto {\tfrac {1}{2}}f^{\ast }(|t|)}
definiert.
Für {\displaystyle 0<p<\infty } und {\displaystyle 0<q\leq \infty } lauten die Lorentz-Quasinormen
{\displaystyle \|f\|_{L^{p,q}}={\begin{cases}\left(\displaystyle \int _{0}^{\infty }\left(t^{\frac {1}{p}}f^{\ast }(t)\right)^{q}\,{\frac {dt}{t}}\right)^{\frac {1}{q}}&q\in (0,\infty ),\\\sup \limits _{t>0}\,t^{\frac {1}{p}}f^{\ast }(t)&q=\infty .\end{cases}}}

## Lorentz-Folgenräume
Setzt man {\displaystyle (X,\mu )=(\mathbb {N} ,\#)} (das Zählmaß auf {\displaystyle \mathbb {N} }), so erhält man einen Folgenraum. In diesem Fall verwendet man üblicherweise eine abweichende Notation.

### Definition
Für {\displaystyle (a_{n})_{n=1}^{\infty }\in \mathbb {R} ^{\mathbb {N} }} (bzw. {\displaystyle \mathbb {C} ^{\mathbb {N} }} im komplexen Fall) sei
{\textstyle {\bigl \|}(a_{n})_{n=1}^{\infty }{\bigr \|}_{p}=\left(\sum _{n=1}^{\infty }|a_{n}|^{p}\right)^{1/p}}
die p-Norm für {\displaystyle 1\leq p<\infty } und
{\textstyle {\bigl \|}(a_{n})_{n=1}^{\infty }{\bigr \|}_{\infty }=\sup _{n\in \mathbb {N} }|a_{n}|}
die ∞-Norm. Mit {\displaystyle \ell _{p}} bezeichne man den Banachraum aller Folgen mit endlicher p-Norm. Sei {\displaystyle c_{0}} der Banachraum aller Folgen mit {\displaystyle \lim _{n\to \infty }a_{n}=0} (Norm: ∞-Norm) und {\displaystyle c_{00}} der normierte Raum der Folgen mit endlich vielen von Null verschiedenen Gliedern. Diese Räume spielen bei der Definition der Lorentz-Folgenräume {\displaystyle d(w,p)} eine Rolle.
Sei {\displaystyle w=(w_{n})_{n=1}^{\infty }\in c_{0}\setminus \ell _{1}} eine Folge positiver reeller Zahlen mit {\displaystyle 1=w_{1}\geq w_{2}\geq w_{3}\geq \cdots }. Dann definiert man
{\textstyle {\bigl \|}(a_{n})_{n=1}^{\infty }{\bigr \|}_{d(w,p)}=\sup _{\sigma \in \Pi }{\bigl \|}(a_{\sigma (n)}w_{n}^{1/p})_{n=1}^{\infty }{\bigr \|}_{p}},
wobei {\displaystyle \Pi } die Menge aller Permutationen von {\displaystyle \mathbb {N} } ist. Der Lorentz-Folgenraum {\displaystyle d(w,p)} ist der Banachraum aller Folgen mit endlicher obiger Norm. Äquivalent kann man {\displaystyle d(w,p)} als Vervollständigung von {\displaystyle c_{00}} bezüglich dieser Norm auffassen.

## Eigenschaften
Lorentz-Räume verallgemeinern die {\displaystyle L^{p}}-Räume wirklich, denn für jedes {\displaystyle p} gilt {\displaystyle L^{p,p}=L^{p}}; das folgt aus dem Cavalieri-Prinzip. Weiter stimmt {\displaystyle L^{p,\infty }} mit dem schwachen {\displaystyle L^{p}} überein. Lorentz-Räume sind quasi-Banachräume und sind genau dann normierbar, wenn {\displaystyle 1<p<\infty } und {\displaystyle 1\leq q\leq \infty }. Für {\displaystyle p=1} ist {\displaystyle L^{1,1}=L^{1}} mit einer Norm versehen, doch existiert keine Norm, die zur Quasinorm von {\displaystyle L^{1,\infty }} äquivalent ist. Ein konkretes Beispiel für das Versagen der Dreiecksungleichung in {\displaystyle L^{1,\infty }} sind
{\displaystyle f(x)={\tfrac {1}{x}}\chi _{(0,1)}(x)\quad {\text{und}}\quad g(x)={\tfrac {1}{1-x}}\chi _{(0,1)}(x),}
deren {\displaystyle L^{1,\infty }}-Quasinormen jeweils eins betragen, während die Quasinorm ihrer Summe {\displaystyle f+g} gleich vier ist.
Es gilt {\displaystyle L^{p,q}\subset L^{p,r}}, sobald {\displaystyle q<r}. Lorentz-Räume entstehen zudem als reale Interpolationsräume zwischen {\displaystyle L^{1}} und {\displaystyle L^{\infty }}.

### Hölder-Ungleichung
{\displaystyle \|fg\|_{L^{p,q}}\leq A_{p_{1},p_{2},q_{1},q_{2}}\|f\|_{L^{p_{1},q_{1}}}\|g\|_{L^{p_{2},q_{2}}}}
mit {\displaystyle 0<p,p_{1},p_{2}<\infty }, {\displaystyle 0<q,q_{1},q_{2}\leq \infty }, {\displaystyle 1/p=1/p_{1}+1/p_{2}} und {\displaystyle 1/q=1/q_{1}+1/q_{2}}.

### Dualraum
Sei {\displaystyle (X,\mu )} ein σ-endlicher maß-atomloser Raum. Dann gilt
(i) {\displaystyle (L^{p,q})^{*}=\{0\}} für {\displaystyle 0<p<1} bzw. {\displaystyle 1=p<q<\infty };
(ii) {\displaystyle (L^{p,q})^{*}=L^{p',q'}} für {\displaystyle 1<p<\infty ,\,0<q\leq \infty } oder {\displaystyle 0<q\leq p=1};
(iii) {\displaystyle (L^{p,\infty })^{*}\neq \{0\}} für {\displaystyle 1\leq p\leq \infty }.
Hierbei ist {\displaystyle p'=p/(p-1)} für {\displaystyle 1<p<\infty }, {\displaystyle p'=\infty } für {\displaystyle 0<p\leq 1} und {\displaystyle \infty '=1}.

### Atomzerlegung
Für {\displaystyle 0<p\leq \infty ,\;1\leq q\leq \infty } sind äquivalent:
(i) {\displaystyle \|f\|_{L^{p,q}}\leq A_{p,q}C}.
(ii) {\displaystyle f=\sum _{n\in \mathbb {Z} }f_{n}} mit paarweise disjunkten Trägern {\displaystyle f_{n}}, Maß {\displaystyle \leq 2^{n}}, worauf {\displaystyle 0<H_{n+1}\leq |f_{n}|\leq H_{n}} fast überall gilt und {\displaystyle \|H_{n}2^{n/p}\|_{\ell ^{q}(\mathbb {Z} )}\leq A_{p,q}C}.
(iii) {\displaystyle |f|\leq \sum _{n\in \mathbb {Z} }H_{n}\chi _{E_{n}}} fast überall, mit {\displaystyle \mu (E_{n})\leq A_{p,q}'2^{n}} und {\displaystyle \|H_{n}2^{n/p}\|_{\ell ^{q}(\mathbb {Z} )}\leq A_{p,q}C}.
(iv) {\displaystyle f=\sum _{n\in \mathbb {Z} }f_{n}} mit disjunkten Trägern {\displaystyle E_{n}}, {\displaystyle \mu (E_{n})\neq 0}, auf denen {\displaystyle B_{0}2^{n}\leq |f_{n}|\leq B_{1}2^{n}} fast überall gilt, wobei {\displaystyle B_{0},B_{1}>0}, und {\displaystyle \|2^{n}\mu (E_{n})^{1/p}\|_{\ell ^{q}(\mathbb {Z} )}\leq A_{p,q}C}.
(v) {\displaystyle |f|\leq \sum _{n\in \mathbb {Z} }2^{n}\chi _{E_{n}}} fast überall, wobei {\displaystyle \|2^{n}\mu (E_{n})^{1/p}\|_{\ell ^{q}(\mathbb {Z} )}\leq A_{p,q}C}.

### Beispiele
Lorentz-Räume erfassen feineres Integrationsverhalten als klassische {\displaystyle L^{p}}-Räume. Dies sieht man an folgenden kritischen Beispielen (alle Maße sind Lebesgue-Maße):
- Auf {\displaystyle \mathbb {R} ^{n}} sei {\displaystyle f_{1}(x)=|x|^{-n/p}\,\chi _{B_{1}(0)}(x)}.
Dann gilt {\displaystyle f_{1}\in L^{p,\infty }(\mathbb {R} ^{n})\setminus L^{p}(\mathbb {R} ^{n})}, weil die Verteilung {\displaystyle \mu \{\,|f_{1}|>t\}} exakt wie {\displaystyle t^{-p}} skaliert.
- Für {\displaystyle \alpha >0} setze {\displaystyle f_{2}(x)=|x|^{-n/p}{\bigl (}\log(e/|x|){\bigr )}^{-\alpha }\,\chi _{B_{1}(0)}(x)}.
Dann gilt {\displaystyle f_{2}\in L^{p,q}(\mathbb {R} ^{n})\quad \Longleftrightarrow \quad q>{\tfrac {1}{\alpha }}}, während {\displaystyle f_{2}\notin L^{p}(\mathbb {R} ^{n})}.
- Auf {\displaystyle (0,1)} definiere {\displaystyle f_{3}(x)=\sum _{k=1}^{\infty }2^{k}\,\chi _{(0,2^{-k})}(x)}.
Hier divergiert die {\displaystyle L^{1}}-Norm, aber es gilt {\displaystyle f_{3}\in L^{1,\infty }(0,1)} und {\displaystyle f_{3}\notin L^{1}(0,1)}.
- Die charakteristische Funktion {\displaystyle \chi _{(0,\varepsilon )}} gehört auf {\displaystyle (0,1)} zu {\displaystyle L^{p,q}} genau dann, wenn {\displaystyle q<\infty }. In {\displaystyle L^{p,\infty }} bleibt die Norm unabhängig von {\displaystyle \varepsilon }.